# Kanton Creil
Der Kanton Creil ist seit 2015 ein französischer Wahlkreis im Arrondissement Senlis, im Département Oise und in der Region Hauts-de-France; sein Hauptort ist Creil.

## Gemeinden
Der Kanton besteht aus zwei Gemeinden mit insgesamt 41.289 Einwohnern (Stand: 1. Januar 2022) auf einer Gesamtfläche von 33,35 km²:
| Gemeinde            | Einwohner 1. Januar 2022 | Fläche km² | Dichte Einw./km² | Code INSEE | Postleitzahl |
| ------------------- | ------------------------ | ---------- | ---------------- | ---------- | ------------ |
| Creil               | 36.494                   | 11,09      | 3.291            | 60175      | 60100        |
| Verneuil-en-Halatte | 4.795                    | 22,26      | 215              | 60670      | 60550        |
| Kanton Creil        | 41.289                   | 33,35      | 1.238            | 6008       | –            |